# Lennart Dunér
Lennart Åke Dunér, född 15 augusti 1951 i Stockholm, är en svensk filmproducent, ljudtekniker och ljudläggare.

## Producent
- 1991 – Underjordens hemlighet
- 1993 – Pariserhjulet
- 1994 – Alla våra morgondagar
- 1994 – Dvorak – Den fantastiske
- 1995 – Jag är nyfiken, film
- 1996 – Att stjäla en tjuv
- 1997 – Selma och Johanna – en roadmovie
- 2000 – Järngänget
- 2002 – Hundtricket
- 2003 – Flamingo (exekutiv producent)
- 2003 – Emma och Daniel – mötet
- 2005 – Den bästa av mödrar (samproducent)
- 2005 – Som man bäddar
- 2005 – Fyra veckor i juni (exekutiv producent)
- 2012 – Stranger Road